# Paratrichodorus
Paratrichodorus là tên một chi của loài giun tròn sống ở đất chuyên ăn rễ cây thuộc họ Trichodoridae (trichorids) và là 1 trong 6 chi. Về phương diện kinh tế, chúng là những loài kí sinh trùng và vật chủ trung gian lây truyền vi-rút quan trọng. Những con cái thuộc chi này thì có hai tử cung và được phân phối trên toàn thế giới.

## Phân loại
Về mặt lịch sử thì Trichodorus là chi đầu tiên của họ Trichodoridae. Sau đó vào năm 1974 thì Trichodorus lại bị Siddiqi chia ra làm hai chi là Trichodorus và Paratrichodorus. Siddiqi dựa trên sự phân ly của vị trí nhân đệm (tiếng Anh: gland nuclei) và kiểu mấu nối của cung ruột (tiếng Anh: pharyngo-intestinal). Trong họ, đây là chi lớn thứ 2 khi chứa 34 loài.

### Phân chia
Dựa vào những đặc điểm khác nhau để chia tách ra thành 2 chi thì Siddiqi còn dựa vào đó mà chia ra làm 3 nhóm nữ tên là Paratrichodorus, Atlantadorus và Nanidorus. Tuy nhiên, Decraemer lại không ủng hộ cho nhận định này. Tiếp đến các nhà nghiên cứu khác cũng không đồng ý với nhận định trên nên Siddiqi lại nâng chúng lên thành một chi vào năm 1980. Tuy nhiên có rất ít người đồng tình nhưng ông vẫn duy trì ý kiến đó. Ngày nay, nhận đỉnh này được ủng hộ dựa trên kết quả phân tử gần đúng. Ít nhất thì như trường hợp của Nanidorus, theo như sự phân tích phát sinh loài thì đã cho ta thấy nó là một chi riêng biệt. Mặc dù việc xếp nó với Trichodorus thì có phần hơi xa so với tổ tiên của nó là Paratrichodorus.

## Bệnh lí cây trồng
Trichorids được quan tâm đến vào năm 1951, khi đó, Trichodorus christie (tên đồng nghĩa của Paratrichodorus minor) được người ta nhận ra là 1 mối đe dọa cho vụ mùa (cây củ cải đường và bắp) tại Florida.